# Lucas Marques
Lucas Rios Marques, (Passos, 26 de março de 1988), é um ex-futebolista brasileiro que atuava como lateral-direito.

## Carreira

### Figueirense
Lucas fez sua estreia como profissional pelo Figueirense, numa derrota por 1-2 contra o Palmeiras, em 20 de maio de 2007, em partida válida pelo Campeonato Brasileiro.

### Botafogo-RJ
No dia 29 de dezembro de 2010, após ter se destacado no Figueirense, assinou um contrato de cinco anos com o Botafogo.
Em agosto de 2014, com a crise vivida pelo Botafogo, Lucas deixou o clube carioca, após conseguir rescindir seu contrato na Justiça, alegando atraso de salários e falta de depósitos do Fundo de Garantia por Tempo de Serviço. O jogador saiu do clube exigindo R$ 20 milhões, referentes à multa de rescisão contratual, e aos meses de salários e direitos de imagem atrasados.

### Palmeiras
Em 16 de dezembro de 2014, o lateral-direito assinou um contrato de três anos com o Palmeiras, após rescindir seu contrato com o Botafogo. No clube paulista, Lucas reencontrou seu antigo técnico no Botafogo, Oswaldo de Oliveira.
Fez sua estreia oficial pelo clube em 31 de janeiro de 2015, numa vitória sobre o Audax por 3 a 1, numa partida válida pelo Campeonato Paulista.

### Cruzeiro
Nos meses iniciais de 2016 o Cruzeiro anunciou a chegada de Lucas e Robinho (por empréstimo do Palmeiras) em compensação o clube mineiro cedeu Fabiano Leismann e Fabrício ao alviverde.
Pelo Cruzeiro foi titular na reta final do Brasileirão 2016 e importante no esquema de Mano Menezes, fez ao todo 30 jogos.

### Fluminense
Depois de mais de um mês de negociações, o Fluminense anunciou que Lucas chegou ao Rio de Janeiro para fazer exames médicos e assinar contrato com o tricolor das laranjeiras para a temporada 2017.
Foi importante no clássico contra o Flamengo pela Copa Sul-Americana em 01 de Novembro, recebeu assistência de Marcos Júnior e marcou o primeiro gol do empate em 3-3 no Maracanã.
Pelo Tricolor das Laranjeiras disputou 56 jogos e marcou 3 gols, teve uma regularidade alta no Brasileirão onde realizou 32 das 38 partidas.

### Vitória
No inicio de 2018 foi emprestado ao Vitória que naquela temporada disputaria o Campeonato Baiano, Copa do Nordeste, Brasileirão Série A e Copa do Brasil.

### Botafogo-SP
Em abril de 2019, foi anunciado o empréstimo de Lucas para o Botafogo de Ribeirão Preto para a disputa da Série B do Campeonato Brasileiro.

### Retorno ao Figueirense
Em dezembro de 2019 o Figueirense (clube que o revelou) anunciou a contratação do lateral para a temporada 2020.

### Aposentadoria
Em setembro de 2020, Lucas anunciou sua aposentadoria do futebol, aos 32 anos.

## Seleção Brasileira
Em 20 de setembro de 2012, Lucas estreia da Seleção numa vitória por 2-1 contra a Argentina, no Estádio Serra Dourada, em Goiânia, pelo Superclássico das Américas.

## Estatísticas
Atualizado até dia 15 de março de 2020.

### Clubes
| Clube             | Temporada         | Campeonato nacional | Campeonato nacional | Copa nacional[a] | Copa nacional[a] | Competições continentais[b] | Competições continentais[b] | Outros torneios[c] | Outros torneios[c] | Total | Total |
| Clube             | Temporada         | Jogos               | Gols                | Jogos            | Gols             | Jogos                       | Gols                        | Jogos              | Gols               | Jogos | Gols  |
| ----------------- | ----------------- | ------------------- | ------------------- | ---------------- | ---------------- | --------------------------- | --------------------------- | ------------------ | ------------------ | ----- | ----- |
| Figueirense       | 2009              | 33                  | 3                   | —                | —                | —                           | —                           | —                  | —                  | 33    | 3     |
| Figueirense       | 2010              | 29                  | 6                   | 0                | 0                | —                           | —                           | 0                  | 0                  | 29    | 6     |
| Figueirense       | 2020              | 0                   | 0                   | 0                | 0                | —                           | —                           | 0                  | 0                  | 0     | 0     |
| Figueirense       | Total             | 62                  | 9                   | 0                | 0                | 0                           | 0                           | 0                  | 0                  | 62    | 9     |
| Botafogo          | 2011              | 22                  | 1                   | 4                | 0                | 5                           | 0                           | 11                 | 2                  | 39    | 3     |
| Botafogo          | 2012              | 32                  | 2                   | 5                | 0                | 2                           | 0                           | 19                 | 0                  | 58    | 2     |
| Botafogo          | 2013              | 7                   | 0                   | 3                | 0                | —                           | —                           | 14                 | 2                  | 24    | 2     |
| Botafogo          | 2014              | 23                  | 0                   | 0                | 0                | 4                           | 0                           | 5                  | 0                  | 20    | 0     |
| Botafogo          | Total             | 72                  | 3                   | 12               | 0                | 8                           | 0                           | 49                 | 4                  | 141   | 7     |
| Palmeiras         | 2015              | 28                  | 1                   | 9                | 0                | —                           | —                           | 17                 | 1                  | 54    | 2     |
| Palmeiras         | 2016              | 0                   | 0                   | 0                | 0                | 5                           | 0                           | 12                 | 0                  | 17    | 0     |
| Palmeiras         | Total             | 28                  | 1                   | 9                | 0                | 5                           | 0                           | 29                 | 1                  | 71    | 2     |
| Cruzeiro          | 2016              | 21                  | 0                   | 9                | 0                | 0                           | 0                           | —                  | —                  | 30    | 0     |
| Cruzeiro          | Total             | 21                  | 0                   | 9                | 0                | 0                           | 0                           | —                  | —                  | 30    | 0     |
| Fluminense        | 2017              | 32                  | 0                   | 6                | 1                | 7                           | 1                           | 11                 | 1                  | 56    | 3     |
| Fluminense        | Total             | 32                  | 0                   | 6                | 1                | 7                           | 1                           | 11                 | 1                  | 56    | 3     |
| Vitória           | 2018              | 7                   | 1                   | 2                | 0                | —                           | —                           | 12                 | 0                  | 21    | 1     |
| Vitória           | Total             | 7                   | 1                   | 2                | 0                | —                           | —                           | 12                 | 0                  | 21    | 1     |
| Botafogo-SP       | 2019              | 21                  | 0                   | —                | —                | —                           | —                           | —                  | —                  | 21    | 0     |
| Botafogo-SP       | Total             | 21                  | 0                   | —                | —                | —                           | —                           | —                  | —                  | 21    | 0     |
| Figueirense       | 2020              | 0                   | 0                   | 3                | 0                | —                           | —                           | 8                  | 0                  | 11    | 0     |
| Figueirense       | Total             | 0                   | 0                   | 3                | 0                | —                           | —                           | 8                  | 0                  | 11    | 0     |
| Total na carreira | Total na carreira | 243                 | 14                  | 41               | 1                | 20                          | 1                           | 108                | 4                  | 422   | 22    |

- a. ^ Jogos da Copa do Brasil
- b. ^ Jogos da Copa Libertadores
- c. ^ Jogos do Campeonato Carioca e Campeonato Paulista

|   | Data                   | Local                   | Resultado | Adversário | Gol(s) | Competição                         |
| - | ---------------------- | ----------------------- | --------- | ---------- | ------ | ---------------------------------- |
| 1 | 19 de setembro de 2012 | Goiânia, Brasil         | 2–1       | Argentina  | 0      | Superclássico das Américas de 2012 |
| 2 | 21 de novembro de 2012 | Buenos Aires, Argentina | 1–2       | Argentina  | 0      | Superclássico das Américas de 2012 |

## Títulos
Botafogo
- Taça Rio: 2012 e 2013
- Taça Guanabara: 2013
- Campeonato Carioca: 2013

Palmeiras
- Copa do Brasil: 2015

Fluminense
- Taça Guanabara: 2017

Seleção Brasileira
- Superclássico das Américas: 2012

## Prêmios individuais
| Ano  | Premiação                      | Prêmio                 | Time     | Resultado | Ref.  |
| ---- | ------------------------------ | ---------------------- | -------- | --------- | ----- |
| 2013 | Melhores do Campeonato Carioca | Melhor lateral-direito | Botafogo | Venceu    | [ 9 ] |